# L'Ombre du vampire
Pour plus de détails, voir Fiche technique et Distribution.
L'Ombre du vampire (titre original : Shadow of the Vampire) est un film d'horreur réalisé par E. Elias Merhige en 2000, écrit par Steven A. Katz (en), avec Willem Dafoe, John Malkovich et Udo Kier.
L'Ombre du vampire est un récit se basant sur le tournage du film Nosferatu le vampire (Nosferatu, eine Symphonie des Grauens, sorti en France sous le titre de Nosferatu le vampire) de F. W. Murnau. Il se base sur la légende selon laquelle l'acteur principal du film, Max Schreck, serait un véritable vampire. Le film emprunte des techniques de tournage spécifiques aux films muets, comme des intertitres, ou des scènes tournées en noir et blanc.

## Synopsis
Le film se base sur la légende selon laquelle Max Schreck, l'acteur jouant Nosferatu le vampire dans le film éponyme, était un véritable suceur de sang. L'histoire débute en Allemagne, en 1922, au commencement du tournage de Nosferatu. F. W. Murnau part en Tchécoslovaquie filmer les scènes principales de son film. Les acteurs et l'équipe technique se retrouvent alors dans le château où se joueront les scènes avec Nosferatu. Ils y retrouvent également le mystérieux acteur Max Schreck. Le tournage débute, et d'étranges choses se déroulent sur le plateau. L'équipe de Murnau ne se sent plus en sécurité et tous craignent la présence de Schreck.

## Fiche technique
- Réalisation : E. Elias Merhige
- Scénario : Steven A. Katz (en)
- Musique : Dan Jones
- Photographie : Lou Bogue
- Montage : Chris Wyatt
- Production : Nicolas Cage, Jeff Levine, Richard L. Johns, Jimmy de Brabant
- Sociétés de production : Studio BBC Films, Madman Films
- Société de distribution : Lionsgate, BAC Films
- Budget : 8 millions $[1]
- Pays : Royaume-Uni, États-Unis, Luxembourg
- Langue : Anglais, allemand
- Durée : 92 minutes
- Date de sortie : 29 décembre 2000 (USA)

### Lieux de tournage
Le film a été tourné au Grand-Duché de Luxembourg :
- Studios : Delux Productions à Contern
- Dudelange, au Gehaansbierg (scène des citadins en colère)
- Luxembourg
- Vianden (intérieurs du château de Vianden)
- Fond-de-Gras (ligne touristique Pétange - Fond-de-Gras - Doihl du Train 1900)

## Distribution
- John Malkovich (VF : Frédéric van den Driessche) : F. W. Murnau
- Willem Dafoe (VF : Dominique Collignon-Maurin) : Max Schreck / le comte Orlok (Nosferatu)
- Udo Kier (VF : Daniel Soulier) : Albin Grau, producteur, décorateur et costumier
- Catherine McCormack (VF : Cécile Paoli) : Greta Schröder, qui joue le rôle de Ellen Hutter
- Eddie Izzard (VF : Laurent Montel) : Gustav von Wangenheim, qui joue le rôle de Thomas Hutter
- John Aden Gillett : Henrik Galeen, le scénariste
- Cary Elwes (VF : Eric Herson-Macarel) : Fritz Arno Wagner, le photographe remplaçant
- Nicholas Elliott (en) : Paul
- Ronan Vibert : Wolfgang Müller
- Sophie Langevin (lb) : Elke
- Myriam Muller : Maria
- Milos Hlavac : le tenancier de l'auberge
- Marja-Leena Junker (lb) : la femme du tenancier
- Derek Kueter : Reporter 1
- Norman Golightly : Reporter 2
- Patrick Hastert (lb) : Reporter 3
- Sascha Ley (lb) : la femme ivre
- Marie-Paule von Roesgen (lb) : la vieille femme
- Jean-Claude Croes : un membre de l'équipe de tournage de Murnau
- Christophe Chrompin : un membre de l'équipe de tournage de Murnau
- Graham Johnston : un membre de l'équipe de tournage de Murnau
- Orian Williams : un membre de l'équipe de tournage de Murnau
- Ingeborga Dapkunaite : Micheline (non créditée)
- Radica Jovicic : un membre de l'équipe de tournage de Murnau (non créditée)

## Accueil
Le film a été un échec commercial, rapportant environ 11 155 000 $ au box-office mondial, dont 8 293 000 $ en Amérique du Nord, pour un budget de 8 000 000 $. En France, il a réalisé 68 507 entrées.
Il a reçu un accueil critique favorable, recueillant 81 % de critiques positives, avec une note moyenne de 7/10 et sur la base de 135 critiques collectées, sur le site agrégateur de critiques Rotten Tomatoes. Sur Metacritic, il obtient un score de 71/100 sur la base de 31 critiques collectées.

## Distinctions

### Récompenses
- Prix du meilleur acteur pour Willem Dafoe au Festival international du film de Catalogne
- Prix tournage au Festival du film d'Avignon
- Saturn Award du meilleur acteur dans un second rôle pour Willem Dafoe
- Prix Bram Stoker du meilleur scénario
- Independent Spirit Award du meilleur acteur dans un second rôle pour Willem Dafoe
- Satellite Award du meilleur acteur dans un second rôle pour Willem Dafoe
- Prix du meilleur acteur pour Willem Dafoe au festival Fantasporto

### Nominations
- Oscar du meilleur acteur dans un second rôle pour Willem Dafoe et Oscar du meilleur maquillage
- Golden Globe du meilleur acteur dans un second rôle pour Willem Dafoe
- Screen Actors Guild Award du meilleur acteur dans un second rôle pour Willem Dafoe
- Saturn Awards du meilleur maquillage et des meilleurs costumes
- Independent Spirit Award de la meilleure photographie